# Paweł Kostka
Paweł Kostka (ur. w sierpniu 1549 w Rostkowie k. Przasnysza, zm. 1607 w Piotrkowie) – chorąży ciechanowski.
Syn Jana, kasztelana zakroczymskiego i Małgorzaty z Kryskich, brat św. Stanisława Kostki.
Do piętnastego roku życia przebywał w domu rodzinnym w Rostkowie, gdzie pobierał początkowe nauki. W 1564 z bratem Stanisławem i pedagogiem Bilińskim wyjechał do Wiednia, gdzie przez trzy lata studiował gramatykę, humanistykę i retorykę. Po uzyskaniu świadectwa wykształcenia średniego wrócił w październiku 1567 do Rostkowa, aby opowiedzieć rodzicom o szczegółach ucieczki Stanisława z Wiednia. W 1568 wyjechał do Rzymu w celu nakłonienia brata do powrotu, ale przybył na miejsce w miesiąc po śmierci Stanisława. Był świadkiem rozchodzącej się sławy jego świętości.
Po powrocie do kraju stał się propagatorem kultu Stanisława. Nie założył rodziny, resztę życia poświęcił na spełnianie pobożnych i miłosiernych uczynków. W latach 1581–1602 piastował godność chorążego ciechanowskiego. W 1586 uzyskał od papieża Sykstusa V zezwolenie na wybudowanie w Przasnyszu kościoła i klasztoru. W 1588 ufundował nowy szpital i przytułek przy kościele św. Michała w Przasnyszu, a w dawnym domu poszpitalnym przy kościele św. Jakuba osadził bernardynów. W tym samym roku rozpoczął budowę nowego kościoła murowanego.
Troszczył się o instytucje dobroczynne i religijne. Zapewne to on sprowadził do Przasnysza wizerunek Madonny z Dzieciątkiem, czczony dziś jako Niepokalana Przewodniczka z Przasnysza. W 1594 sprzedał ojcowiznę wojewodzie płockiemu Grzegorzowi Zielińskiemu, zobowiązując go do świadczeń na rzecz klasztoru. Ten jednak nie wywiązywał się z przyjętych obowiązków. Paweł wielokrotnie upominał się za bernardynami, a po śmierci Grzegorza procesował się z jego synami. Uniemożliwiało mu to wstąpienie do Towarzystwa Jezusowego (zabiegał o przyjęcie do zakonu po dekrecie papieskim oficjalnie uznającym Stanisława za błogosławionego).
Zmarł w trakcie załatwiania spraw sądowych. Pochowany w grobie rodzinnym w kościele parafialnym w Przasnyszu. 30 września 2007 w kościele pasjonistów w Przasnyszu odsłonięte zostało epitafium Pawła Kostki wykonane przez Jana Stępkowskiego według projektu Wojciecha Ciesielskiego.